# Shichahai

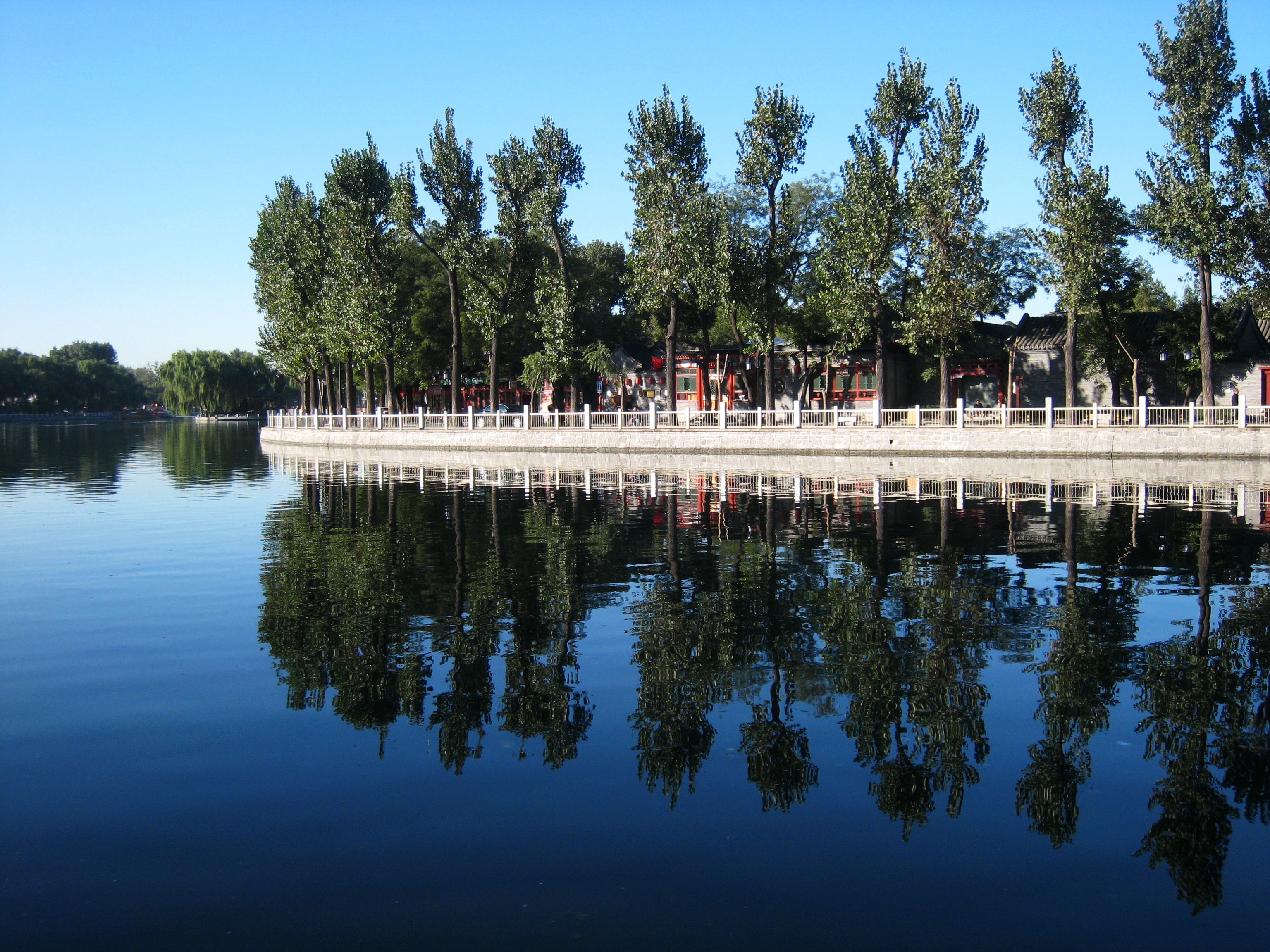
Shichahai

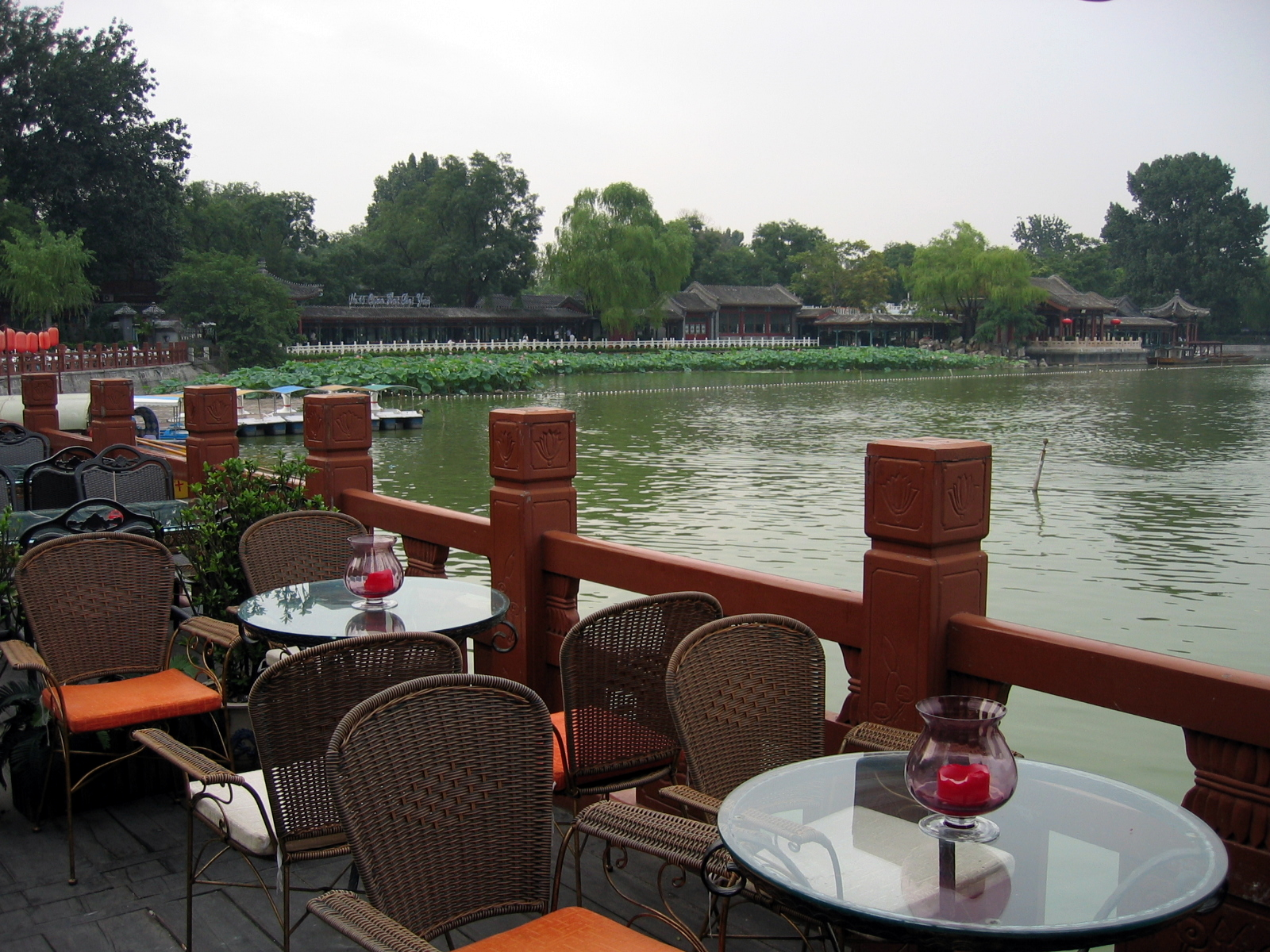
Shichahai

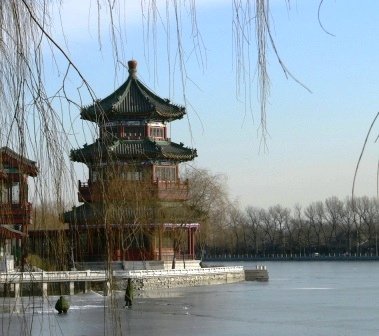
Wanghai lou 望海楼 am Houhai

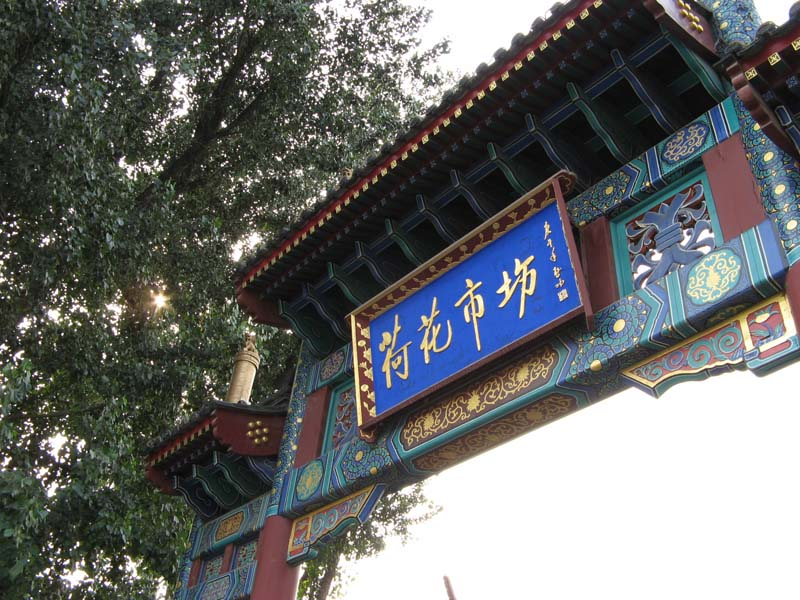
Lotosmarkt (荷花市场)

Shichahai (chinesisch 什刹海) ist ein Komplex von drei Seen in der Kaiserstadt nordwestlich der Verbotenen Stadt und nördlich des Beihai-Parks in Peking in der Volksrepublik China.
Er besteht aus drei Seen: Qianhai (前海, der Vordere See), der sich im Südosten befindet und vom Beihai-Park durch die Westliche Di'anmen Avenue (地安门西大街, „Westliche Allee des Tores des irdischen Friedens“) getrennt ist, Houhai (后海, der Hintere See), der sich in der Mitte befindet, und Xihai (西海, der Westliche See), der sich im Nordwesten der Formation befindet.
Dort befindet sich der Lotosmarkt (Hehua shichang 荷花市场).
In dem Video für den bekannten Feature Song Beijing huanying ni  (chinesisch 北京欢迎你, Pinyin Běijīng huānyíng nǐ – „Peking heißt Dich willkommen!“) für den 100-Tage-Countdown der Olympischen Sommerspiele 2008 in Peking sind verschiedene Künstler dort zu sehen.